# Nuoto ai XIII Giochi paralimpici estivi - 50 m stile libero maschili S5

## Record
Prima di questa competizione, il record del mondo (WR) e il record paraolimpico (OR) erano i seguenti.
|  | 32.62 | Sebastián Rodríguez Spagna | 27 settembre 2004 Atene, Grecia |
|  | 32.62 | Sebastián Rodríguez Spagna | 27 settembre 2004 Atene, Grecia |

## Medaglie
| Posizione | Atleta               | Paese   | Tempo | Note |
| --------- | -------------------- | ------- | ----- | ---- |
|           | Dmytro Kryzhanovskyy | Ucraina | 33.00 |      |
|           | Daniel Dias          | Brasile | 33.56 |      |
|           | Sebastián Rodríguez  | Spagna  | 33.78 |      |